# Francesco II d'Orléans-Longueville
Francesco II d'Orléans-Longueville (1470 – 1512), capo del casato degli Orléans-Longueville, ramo collaterale dei Valois, fu duca di Longueville.

## Biografia
Nipote del celebre Bastardo d'Orléans, era figlio di Francesco I d'Orléans-Longueville e di Agnese di Savoia, a sua volta figlia del duca Ludovico di Savoia. Fu conte e poi duca di Longueville, conte di Dunois, Montgomery, Tancarville, nonché di governatore della Guienna.
Si sposò il 6 aprile 1505 con Francesca d'Alençon (1490-1550), figlia ed erede del duca Renato. Ebbero due figli, morti prematuramente:
- Jacques (1506-?)
- Renée (1508-1515)[2], contessa di Dunois, Tancarville e Montgomery[1]

Nel maggio dello stesso fu creato duca di Longueville dal re Luigi XII di Francia.
Dopo la sua morte, il titolo di duca rimase vacante dal 1513 al 1515, quando Luigi, fratello minore di Francesco, conte di Neuchatel dal 1504, reclamò l'eredità di suo fratello e della nipote.
La vedova, Francesca d'Alençon (che sarebbe sopravvissuta 38 anni al marito) si risposò con Carlo IV di Borbone-Vendôme, duca di Vendome.

## Curiosità
Secondo lo storico Robert Garnier, l'arme dei discendenti del Bastardo d'Orléans, che trasformarono la sbarra in banda, sarebbe il segno esteriore dell'avvenuta legittimazione del Bastardo a principe di sangue, di cui peraltro non è noto alcun documento scritto. Tale atto, a firma del re Carlo VII, tuttavia sarebbe stato letto alla presenza di molti testimoni. Sulla questione, tuttavia, non vi è alcuna certezza.

## Ascendenza
|                                       |                           |                           | Genitori                            |  |  | Nonni |  |  | Bisnonni                     |  |  | Trisnonni              |  |
|                                       |                           |                           |                                     |  |  |       |  |  | 8. Luigi I di Valois-Orléans |  |  | 16. Carlo V di Francia |  |
|                                       |                           |                           |                                     |  |  |       |  |  | 8. Luigi I di Valois-Orléans |  |  | 16. Carlo V di Francia |  |
|                                       |                           | 17. Giovanna di Borbone   |                                     |  |  |       |  |  | 8. Luigi I di Valois-Orléans |  |  |                        |  |
| 4. Giovanni d'Orléans                 |                           |                           |                                     |  |  |       |  |  | 8. Luigi I di Valois-Orléans |  |  |                        |  |
|                                       |                           | 9. Marietta d'Enghien     | 18. Giacomo d'Enghien               |  |  |       |  |  |                              |  |  |                        |  |
|                                       |                           | 9. Marietta d'Enghien     | 18. Giacomo d'Enghien               |  |  |       |  |  |                              |  |  |                        |  |
|                                       |                           | 9. Marietta d'Enghien     | 19. Maria di Roucy                  |  |  |       |  |  |                              |  |  |                        |  |
| 2. Francesco I d'Orléans-Longueville  |                           | 9. Marietta d'Enghien     |                                     |  |  |       |  |  |                              |  |  |                        |  |
|                                       |                           | 10. Giacomo II d'Harcourt | 20. Giacomo I d'Harcourt            |  |  |       |  |  |                              |  |  |                        |  |
|                                       |                           | 10. Giacomo II d'Harcourt | 20. Giacomo I d'Harcourt            |  |  |       |  |  |                              |  |  |                        |  |
|                                       |                           | 10. Giacomo II d'Harcourt | 21. Giovanna d'Enghien              |  |  |       |  |  |                              |  |  |                        |  |
| 5. Maria d'Harcourt                   |                           | 10. Giacomo II d'Harcourt |                                     |  |  |       |  |  |                              |  |  |                        |  |
|                                       |                           | 11. Margherita di Melun   | 22. Guglielmo IV di Melun           |  |  |       |  |  |                              |  |  |                        |  |
|                                       |                           | 11. Margherita di Melun   | 22. Guglielmo IV di Melun           |  |  |       |  |  |                              |  |  |                        |  |
|                                       |                           | 11. Margherita di Melun   | 23. Giovanna di Parthenay           |  |  |       |  |  |                              |  |  |                        |  |
| 1. Francesco II d'Orléans-Longueville |                           | 11. Margherita di Melun   |                                     |  |  |       |  |  |                              |  |  |                        |  |
|                                       | 12. Amedeo VIII di Savoia | 24. Amedeo VII di Savoia  |                                     |  |  |       |  |  |                              |  |  |                        |  |
|                                       | 12. Amedeo VIII di Savoia | 24. Amedeo VII di Savoia  |                                     |  |  |       |  |  |                              |  |  |                        |  |
|                                       | 12. Amedeo VIII di Savoia | 25. Bona di Berry         |                                     |  |  |       |  |  |                              |  |  |                        |  |
| 6. Ludovico di Savoia                 | 12. Amedeo VIII di Savoia |                           |                                     |  |  |       |  |  |                              |  |  |                        |  |
|                                       |                           | 13. Maria di Borgogna     | 26. Filippo II di Borgogna          |  |  |       |  |  |                              |  |  |                        |  |
|                                       |                           | 13. Maria di Borgogna     | 26. Filippo II di Borgogna          |  |  |       |  |  |                              |  |  |                        |  |
|                                       |                           | 13. Maria di Borgogna     | 27. Margherita III di Fiandra       |  |  |       |  |  |                              |  |  |                        |  |
| 3. Agnese di Savoia                   |                           | 13. Maria di Borgogna     |                                     |  |  |       |  |  |                              |  |  |                        |  |
|                                       |                           | 14. Giano di Cipro        | 28. Giacomo I di Cipro              |  |  |       |  |  |                              |  |  |                        |  |
|                                       |                           | 14. Giano di Cipro        | 28. Giacomo I di Cipro              |  |  |       |  |  |                              |  |  |                        |  |
|                                       |                           | 14. Giano di Cipro        | 29. Elvisa di Brunswick-Grubenhagen |  |  |       |  |  |                              |  |  |                        |  |
| 7. Anna di Cipro                      |                           | 14. Giano di Cipro        |                                     |  |  |       |  |  |                              |  |  |                        |  |
|                                       |                           | 15. Carlotta di Borbone   | 30. Giovanni I di Borbone-La Marche |  |  |       |  |  |                              |  |  |                        |  |
|                                       |                           | 15. Carlotta di Borbone   | 30. Giovanni I di Borbone-La Marche |  |  |       |  |  |                              |  |  |                        |  |
|                                       |                           | 15. Carlotta di Borbone   | 31. Caterina di Vendôme             |  |  |       |  |  |                              |  |  |                        |  |
|                                       |                           | 15. Carlotta di Borbone   |                                     |  |  |       |  |  |                              |  |  |                        |  |